# 川畑誠仁
川畑 誠仁（かわはた まさひと／MASAHITO KAWAHATA、1985年10月21日）は、鹿児島県出身の役者。
2010年から活動を始めている日本語と英語で即興コメディや芝居をする団体「パイレーツ・オブ・東京湾／Pirates of Tokyo Bay」のメンバーだった。

## 作品

### 短編・中編作品
- 「Departure」（2013年）
- 「ノーフェイス」（2014年）
- 「闇に這いつくモノ」（2015年）[3]
- 「アブサンの拳」（2015年、Amazonプライム・ビデオ）
- 「スペースハンターX」（2015年）
- 「The Benza」（2018年短編作品）
- 「SAVED」（2019年）
- 「Sumire」（2019年）
- 「Skinship」（2019年）
- 「君のかけら / Pieces of You」（2023年）

### テレビドラマ
- The Benza（2019年、Amazonプライム・ビデオ）[4]
- Benza English（2020年、Amazonプライム・ビデオ）[5]

### MV

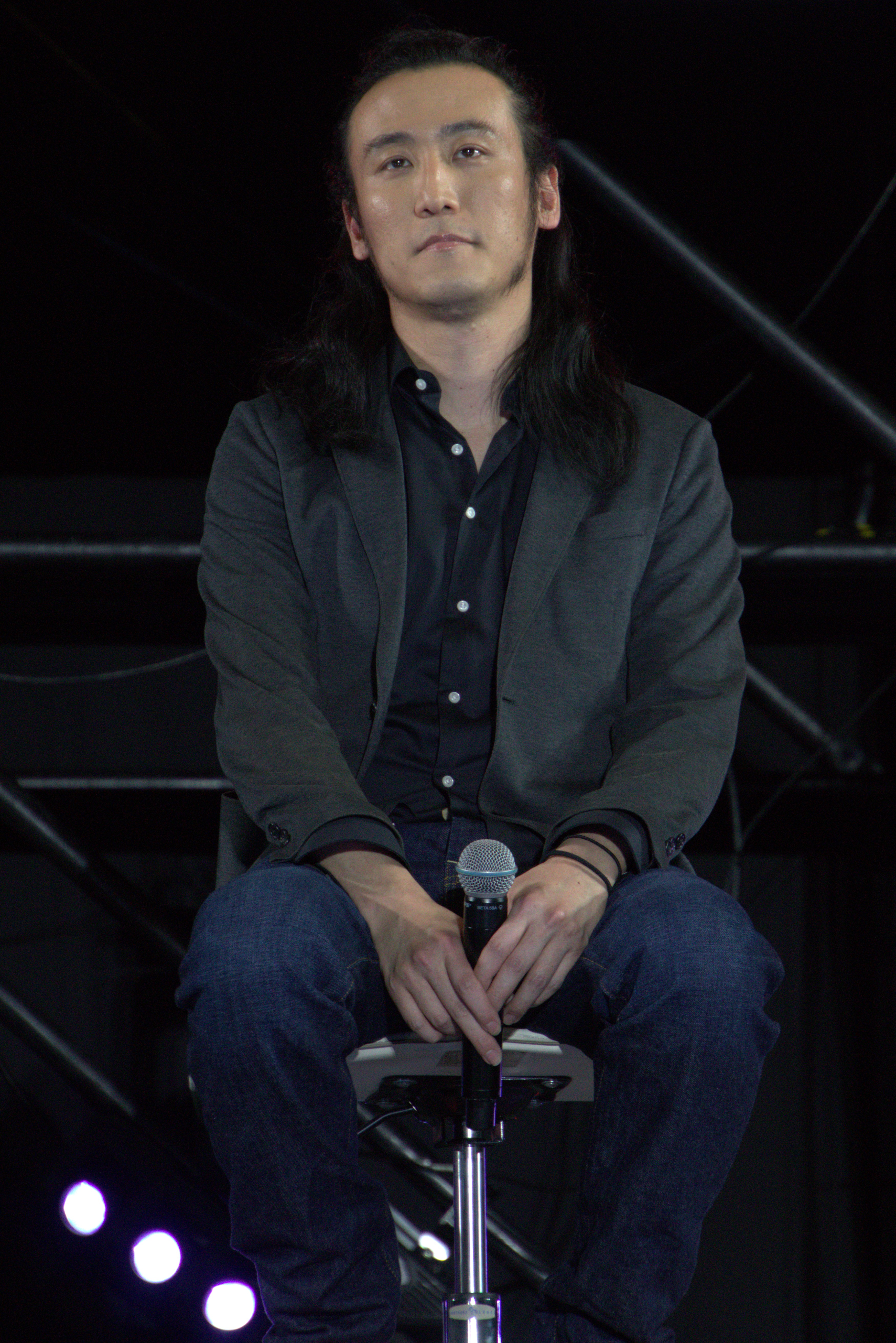
Masahito Kawahata at Tokyo Comic Con 2022

- HOTSQUALL「Let's Get It On」PV（2017年）

### 広告
- ドキドキ「BABY APP」(2016年)
- 岡村電産「Pinto One」（2017年)
- Koala Mattress (2017年）
- Google Local Guides 「Samurai For a Day, Ep. 13」(2018年）
- biOrb（2019年）

### 舞台
- パイレーツ・オブ・東京湾「日本語英語即興コメディライブ」（2011年‐2022年）[6]
- EpicLLOYD「Off The Top」(2014年）

## 受賞歴
- 2019年
  - Festigious Film Festival ベストキャスト賞（『The Benza』）[7]
  - Cult Critics Film Festival　助演男優賞（『The Benza』）[8]